# Comté de Bourke (Nouvelle-Galles du Sud)
Pour les articles homonymes, voir Bourke (homonymie).
Le comté de Bourke (en anglais : Bourke Shire) est une zone d'administration locale située dans l'État de Nouvelle-Galles du Sud en Australie. 

## Géographie
Le comté s'étend sur 41 679 km2 dans la région d'Orana, au nord de la Nouvelle-Galles du Sud et limitrophe du Queensland. Il est traversé par le Darling et par la Mitchell Highway. C'est une région d'élevage  bovin.
Le comté comprend les villes de Bourke, Byrock, Engonia, Fords Bridge, Louth et Wanaaring.

## Histoire
Le district municipal de Bourke est créé en 1878.

## Démographie
En 2016, la population s'élevait à 2 634 habitants.

## Politique et administration
Le comté est dirigé par un conseil de dix membres, élus pour un mandat de quatre ans, qui à leur tour élisent le maire pour deux ans. Dix candidats indépendants se sont présentés aux élections du 4 décembre 2021 et ont été déclarés élus sans vote.

### Liste des maires
| Période                                  | Période        | Identité      | Étiquette   | Qualité |
| ---------------------------------------- | -------------- | ------------- | ----------- | ------- |
| Les données manquantes sont à compléter. |                |               |             |         |
| 2000                                     | 2009           | Wayne O'Mally |             |         |
| septembre 2009                           | septembre 2016 | Andrew Lewis  | Indépendant |         |
| 26 septembre 2016                        | en fonction    | Barry Hollman | Indépendant |         |